# Вітряк-музей De Wachter
Вітряк-музей De Wachter — старовинний вітряк у нідерландському місті Зейдларен, у провінції Дренте. Зведений у 1851 році, є національною пам'яткою Нідерландів.

## Історія
Вітряк De Wachter (укр. «Вартовий») був зведений у 1851 році родиною ван Бонів, для помелу зерна. У 1895 році його придбав Ян Медендорп, який у 1898 році, на додачу до енергії вітру, встановив на вітряку два парових двигуни потужністю 40 к.с.. Один з двигунів живив електрогенератор, а інший — млинову систему. Окремо вітряк міг працювати на енергії вітру. Протягом 1906—1908 років були встановлені системи для віджимання олії.
З 1935 році вітряк працював виключно на енергії парових двигунів, а первісну млинарську систему було розібрано. У 1950 році Ян Дідерік (Дік) Медендорп, онук Яна, вирішив продати вітряк, але Міністерство культури Нідерландів надало йому статус національної пам'ятки. Медендорп почав потроху відновлювати екстер'єр та млинарську систему вітряка, придбав нові парові двигуни та систему віджимання олії. У 1985 році він, разом із фанатом вітряків і млинарства Хайо Хуксемою створив товариство «Зерновий та олійний млин De Wachter». У 1987 році реконструювали решту млинарського комплексу і у 1989 році Дік Медендорп продав вітряк товариству «Зерновий та олійний млин De Wachter».
У 1994 році у вітряку відкрився музей. Почесним гостем заходу став принц-консорт Клаус, чоловік королеви Беатрікс.

## Опис
Комплекс вітряка De Wachter складається з пекарні, ковальської майстерні, м'ясного магазину та магазину спецій, майстерні з виготовлення кломпів (голландського дерев'яного взуття), слюсарної майстерні та власне млина. Усі складові вітряка стилізовані під кінець XIX століття.
Вітряк має типову для низки голландських вітряків октагональну форму. він стоїть на чотириповерховій цегляній основі і всередині має три поверхи. Чотири крила вітряка мають розмах у 22 метри.